# Lukas Mantel
Lukas Mantel (* 10. Oktober 1982 in St. Gallen) ist ein Schweizer Jazzmusiker (Schlagzeug, Komposition).

## Leben und Wirken
Mantel begann mit sechs Jahren Klavier zu spielen; mit 16 Jahren wechselte er zum Schlagzeug. Gleichzeitig war er als DJ in Hip-Hop-Gruppen aktiv und produzierte Musik am Computer. Er studierte an der Musikhochschule Luzern bei Pierre Favre, Norbert Pfammatter und Fabian Kuratli, an der er 2009 abschloss. Seit 2016 studierte er mit einem Stipendium von pro helvetia klassische karnatische Musik bei S. Karthick, Umayalpuram Mali, Shree Sundarkumar und Luca Carangel.
Mantel gehört seit 2006 zum Trio von Yves Theiler und seit 2014 zu Christy Dorans Sound Fountain, mit denen jeweils mehrere Alben entstanden. An Suisse Diagonales Jazz nahm er 2011 mit seinem World-Jazz-Quintett Quetzal teil. Seit 2017 leitet er sein eigenes Sextett, mit dem er 2019 sein Debütalbum vorlegte und beim Schaffhauser Jazzfestival auftrat. Im Trio Morpheus Trance mit Gitarrist Christy Doran und Bassist Wolfgang Zwiauer trat er 2024 beim Jazz Festival Willisau auf.
Mantel arbeitete auch mit Pierre Favre & The Drummers, Karoliina Kantelinen, dem Lucerne Jazz Orchestra, Nat Su, Christoph Stiefel, Michael Bucher und Nicole Johänntgen. Weiterhin ist er als Arrangeur und Komponist für andere Gruppen tätig. Zudem ist er auf Alben von Simon Wyrsch, Wolfgang Zwiauer, Ghost Town Trio, Tripmadame, Silvio Cadotsch, Buchers Organ Book, dem Biel-Bienne Jazz And ImproOrchestra und dem Paul Taylor Orchestra zu hören.

## Diskographische Hinweise
- Quetzal 5:45 (meta 2009, mit Veronika Stalder, Nina Gutknecht, Urs Müller, Simon Iten)
- Membrez-Mantel Stone (Unit Records 2015)
- tré Edle Einfalt (Double Moon Records 2015, mit Bernhard Bamert, Thomas Lüthi)
- Lukas Mantel Solo Kolam Korvai (Bandcamp 2017)
- Lukas Mantel Sextet Vardah (Double Moon Records 2019, mit Matthias Spillmann, Rafael Schilt, Travis Reuter, Leandro Irarragorri, Lukas Traxel)[5]
- Morpheus Trance: In Trance We Trust (Double Moon Records 2024)